# June Afternoon
A June Afternoon című dal a svéd Roxette 1996 januárjában megjelent 2. kimásolt kislemeze a duó legnagyobb slágereket tartalmazó Don't Bore Us, Get to the Chorus! című válogatás lemezéről. A kislemez csak Ausztráliában, Európában, és Kanadában jelent meg. A dal 1 helyezett volt Csehországban, és számos más országban is, beleértve Belgiumot, Izlandot, Lengyelországot, Spanyolországot, Svédországot és Svájcot is. A dalhoz készült zenei videót Jonas Åkerlund rendezte.
A dalt Per Gessle írta, és Gessle korábbi együttese a Gyllene Tider tagjai vették fel. A kislemezt a korábban még nem megjelent "Seduce Me" című dal demójával együtt jelentették meg, melyet Marie Fredriksson és Gessle írt, a duó 1991-es Joyride című albumára. A dal később megjelent a duó 
The Rox Box/Roxette 86–06 című válogatás lemezén is.

## Megjelenések
Minden dalt Per Gessle írt, kivéve a "Seduce Me" című dalt, melyet Marie Fredriksson és Gessle írtak. A "Listen to Your Heart" című dalt Gessle és Mats MP Persson közösen írták.
- MC Single  Ausztrália EMI 8652094

1. "June Afternoon" – 4:15
2. "Seduce Me" (Demo, 22 August 1990) – 3:55

- CD Single  Ausztrália ·  Európai Unió EMI 8652092)

1. "June Afternoon" – 4:15
2. "Seduce Me" (Demo) – 3:55
3. "June Afternoon" (Demo, 17 July 1994) – 4:14

- CD Single &  MC Single  Egyesült Királyság EMI TCEM-369 ·  EMI CDEM-437)

1. "June Afternoon" – 4:15
2. "Seduce Me" (Demo) – 3:55
3. "It Must Have Been Love" – 4:19
4. "Listen to Your Heart" (Swedish Single Version) – 5:14

## Slágerlista
| Slágerlista (1996)                    | Legjobb helyezések |
| ------------------------------------- | ------------------ |
| Belgium (Ultratop 50 Flanders)        | 33                 |
| Kanada Top Singles (RPM)              | 73                 |
| Czech Republic (IFPI CR)              | 1                  |
| Németország (Media Control Charts)    | 57                 |
| Hungary (Mahasz)                      | 7                  |
| Iceland (Íslenski Listinn Topp 40)    | 16                 |
| Polish Airplay (ZPAV)                 | 34                 |
| Scotland (Official Charts Company)    | 62                 |
| Spain (AFYVE)                         | 27                 |
| Svédország (Sverigetopplistan)        | 24                 |
| Svájc (Schweizer Hitparade)           | 35                 |
| Egyesült Királyság (UK Singles Chart) | 52                 |